# Nike Oregon Project
Le Nike Oregon Project, créé en 2001 à Portland, vise à regrouper des marathoniens américains à fort potentiel à Portland pour qu'ils vivent et s'entraînent dans un environnement parfaitement contrôlé sous l'égide de l'entraîneur Alberto Salazar.

## Caractéristiques du projet
Le centre d'entraînement a de nombreux aspects scientifiques classiques, dont des régimes alimentaires complexes, des tests de consommation maximale d'oxygène et des capteurs variés. D'autres aspects en sont nouveaux, notamment le fait que les sportifs vivent et dorment dans un environnement de caisson hypobare, artificiellement limité en oxygène, et ont accès à un caisson hyperbare pour la récupération entre les entraînements. Les sportifs sont entraînés par Alberto Salazar.

## Athlètes
- Galen Rupp
- Jordan Hasay
- Shannon Rowbury
- Suguru Osako
- Craig Engels
- Clayton Murphy
- Eric Jenkins
- Sifan Hassan
- Yomif Kejelcha
- Donavan Brazier
- Konstanze Klosterhalfen
- Jessica Hull[2]
- Mo Farah
- Cam Levins
- Dorian Ulrey
- Tara Erdmann
- Luke Puskedra
- Dathan Ritzenhein
- Mary Cain
- Treniere Moser
- Kara Goucher
- Adam Goucher
- Matthew Centrowitz, Jr.

## Controverse sur le dopage
Si ce n'est pas techniquement du dopage, le centre est quand même critiqué par l'agence mondiale antidopage parce qu'elle permet des conditions inatteignables en milieu naturel.

## Fermeture
Le projet est interrompu en octobre 2019, neuf jours après que Salazar a été condamné à une suspension de quatre ans pour trafic de produits dopants sans rapport avec le centre.